# Natja Brunckhorst
Natja Brunckhorst (26 de septiembre de 1966) es una actriz, guionista y directora alemana. 
Brunckhorst tenía 13 años cuando fue seleccionada por el director Uli Edel para el papel principal de Christiane F. en la película biográfica Christiane F. - Wir Kinder vom Bahnhof Zoo, basada en la novela de no ficción Los niños de la estación del Zoo.
Brunckhorst es miembro de la alta sociedad intelectual Mensa International.

## Trayectoria
Tras una recuperación del cáncer que provocó un quiebre en su carrera como actriz, en 1998, Brunckhorst comenzó a trabajar como guionista, primero para la serie de televisión Einsatz Hamburg Süd . 
Su película biográfica Never Mind the Wall fue galardonada con el premio Lola al mejor guion en 2001. Ese mismo año también se publicó su primer trabajo como directora, La Mer, un cortometraje lúdico-romántico. Además, todavía aparece en películas, como su papel en 2000 junto a Franka Potente y Benno Fürmann en la película La princesa y el guerrero, la única contribución alemana al Festival de Cine de Venecia de 2011, donde encarnaba a una mujer desesperada por el mutismo de su familia.